# Lechria lucida
Lechria lucida är en tvåvingeart. Lechria lucida ingår i släktet Lechria och familjen småharkrankar.

## Underarter
Arten delas in i följande underarter:
- L. l. lucida
- L. l. sumatrensis